# Protesterna i Serbien 1996–1997
Protesterna i Serbien 1996-1997 genomfördes under vintern 1996/1997, och leddes av den serbiska oppositionen (Zajednokoalitionen) och universitetsstuderande, sedan Slobodan Miloševićs regim anklagats för Valfusk vid lokalvalen.
Protesterna började den 17 november 1996 i Niš där tusentals oppositionella samlades för att protestera mot valfusk. Studenter vid Belgrads universitet började protestera den 19 november 1996, och and protesterna varade till efter 11 februari 1997 då Milošević skrev på "lex specialis", vilket ledde till att oppositionens valseger godkändes, utan att några misstag erkändes. Protesterna var som starkast i Belgrad, där de samlade över 200 000 deltagare, men spred sig snart till flera städer.
Studenterna höll egna demonstrationståg, skilda från medborgarna som i stället samlades under den oppositionella koalitionem Zajedno (Tillsammans). Studentprotesterna varade till 22 mars 1997, på slutet handlade kraven om ny ledning för Belgrads universitet, och att universitetet skulle återfå sitt självbestämmande.